# Abbas ibn Abi l-Futuh
Rukn ad-Din Abu’l-Fadl Abbas ibn Abi l-Futuh (arabisch ركن الدين أبو الفضل عباس بن أبي الفتوح, DMG Rukn ad-Dīn Abūʾl-Faḍl ʿAbbās ibn Abī l-Futūḥ; † 6. Juni 1154) war ein Wesir des Kalifats der Fatimiden in Ägypten im 12. Jahrhundert.

## Biografie
Abbas war sowohl väterlicherseits als auch mütterlicherseits ein Abkömmling der im damaligen Ifrīqiya/„Afrika“ (heute Tunesien) herrschenden Ziriden-Dynastie, die ursprünglich dort die Statthalterschaft für die Kalifen der Fatimiden ausübten, sich zu Beginn des 12. Jahrhunderts aber schon weitgehend unabhängig gemacht hatten. Als Kind ist er 1109/1110 mit seiner verwitweten Mutter Bullara nach Ägypten gekommen, die sich dort zu einem späteren Zeitpunkt mit Ali ibn as-Sallar wiederverheiratete, der in der Jahreswende 1149/50 nach dem Tod des Kalifen al-Hafiz das Wesirat des Fatimidenkalifats usurpierte. Dabei war Abbas verantwortlich für die erfolgreiche Bekämpfung des vormaligen Machthabers Ibn Masal.

Die politische Landkarte des Vorderen Orients in der Mitte des 12. Jahrhunderts.

Von seinem Stiefvater wurde Abbas im Frühjahr 1153 mit dem Oberbefehl des Heeres zum Kampf gegen die Franken (ǧihād) betraut, die gerade die Belagerung der strategisch bedeutsamen Grenzfestung Askalon aufgenommen hatten. Diesem Heer gehörte unter anderem der syrische Ritter Usama ibn Munqidh an, der einen verderbten Einfluss auf Abbas und seinen Sohn Nasr ausgeübt haben soll. Nach einigen ägyptischen Autoren hätten Abbas und Usama statt nach Askalon zu ziehen in Bilbais einen Halt gemacht und dort die Ermordung des Ibn as-Sallar geplant, der dann am 2. April 1153 von Nasr in seinem Schlafgemach zu Kairo erstochen wurde. Dagegen steht die Darstellung des Usama, der den Kalif az-Zafir der Anstiftung zur Tat bezichtigte, welcher sich von dem dominierenden Wesir befreien wollte. Jedenfalls konnte Abbas umgehend die Kontrolle über Kairo gewinnen und sich vom Kalif in das Amt des Wesirs investieren lassen. Der Staatsstreich hatte allerdings im August 1153 den Verlust von Askalon an die Franken zur Folge, da weder das ägyptische Heer noch die Flotte zum Entsatz der Stadt erschienen waren. Die entmutigten Verteidiger handelten stattdessen eine Kapitulation aus, in der sie mit Ausnahme ihres freien Abzuges alle in der Stadt verwahrten Schätze an die Franken zu übergeben hatten. Lediglich die Kopfreliquie des Imams Hussain, eines beanspruchten Vorfahren der Fatimidenkalifen, durften sie mitnehmen.
Nur ein Jahr danach wurde am 15. April 1154 im Schlafgemach des Nasr auch Kalif az-Zafir ermordet. Erneut wird Usama ibn Munqidh als treibende Kraft hinter der Tat genannt, der wiederum den Wesir Abbas nachträglich alle Schuld zuschob. Abbas jedoch bezichtigte am Tag darauf während der Inthronisierung des jungen al-Fa'iz zum neuen Kalif dessen Onkel, die Prinzen Yusuf und Dschibril, hinter dem Attentat auf ihren Bruder gestanden zu haben. Vor den Augen des Kindkalifen ließ er sie grausam exekutieren. Der Terror des Abbas provozierte dennoch den Widerstand der Kalifenfamilie, der nun von zwei Prinzessinnen organisiert wurde. Als Hilferuf sandten sie im Geheimen dem Provinzstatthalter Tala'i ibn Ruzzik ihre schwarzen Haare zu, die sie sich während der Trauer um ihre ermordeten Brüder geschoren hatten. Noch bevor Tala'i mit seinen Truppen Kairo erreichen konnte, hatte sich dort das Heer gegen Abbas erhoben, selbst die wenigen ihm gesinnten Truppen kündigten nun ihre Gefolgschaft zu ihm auf. Am 29. Mai 1154 flüchteten Abbas und sein Sohn Nasr über das Nordtor Bab an-Nasr aus Kairo, womit die kurze Herrschaft der Ziriden in Ägypten endete. Ihrem kleinen Gefolge gehörte auch Usama ibn Munqidh an, mit dem sie sich an den Hof seines syrischen Herrn Nur ad-Din Mahmud absetzen wollten. Dazu mussten sie das Gebiet der Franken durchqueren, die Route sollte über Eilat an der Spitze des Golfs von Akaba führen, fernab der Herrschaftszentren der Franken. Die aber sind von einer der Prinzessinnen mittels eines Eilboten gewarnt wurden. Am 6. Juni 1154 wurde der Trupp der Flüchtenden nach Überschreiten der Grenze des Königreichs Jerusalem von einer fränkischen Reitertruppe zum Kampf gestellt; Abbas fiel, sein Sohn geriet in Gefangenschaft. Allein Usama konnte sich nach Petra retten und bis nach Damaskus durchschlagen.
Von den Franken wurde der junge Nasr, Mörder eines Wesirs und eines Kalifen, in einem eisernen Käfig nach Kairo gesandt, wo er auf Weisung des Wesirs Tala'i öffentlich grausam exekutiert wurde. Sein entstellter Leichnam wurde am Bab Zuweila aufgehängt.